# Шалаев, Евгений Андреевич
Шалаев Евгений Андреевич (8 августа 1938, село Столярово, Малопургинский район) — советский рабочий-новатор, лауреат Государственной премии СССР (1978).

## Биография
Трудовую деятельность начал с 16 лет слесарем Ижевского мотозавода (1954—1958).
А в 1958-1959 годах работал столяром строительно-монтажного поезда № 27 в городе Екатеринбург.
В 1960—1961 годах — слесарь Ижевского ЭМЗ.
После службы в армии (1961-1964) вернулся на предприятие на ту же должность, где и достиг выдающихся результатов в своей работе.
Внедрил в производство более 20 приемов, которые позволили снизить трудоемкость обрабатываемых деталей более чем в 5 раз. Работая с личным клеймом, регулярно выполнял сменные задания на 160—170 %. Государственная премия СССР была вручена за участие во внедрении и организации производства зенитно-ракетного комплекса «Оса». Награждён орденами Ленина (1976), Трудового Красного Знамени (1971), несколькими медалями.

## Награды
- Государственная премия СССР
- Орден Ленина
- Орден Трудового Красного Знамени